# Ференц Фехер
Ференц Фехер (угор. Fehér Ferenc, нар.25 вересня 1902, Будапешт — пом. 18 вересня 1963, Аоста) — угорський футболіст, що грав на позиції воротаря. Виступав за національну збірну Угорщини.

## Кар'єра гравця
Виступав за столичну команду МАК, будучи гравцем якої в 1922 - 1924 роках викликався до складу національної збірної Угорщини.
З 1924 по 1927 рік грав у італійській команді «Новара».
З 1927 по 1929 рік виступав у команді «Хунгарія». Перший сезон був гравцем основного складу, зіграв 19 матчів з 22 у чемпіонаті, а команда посіла друге місце. В 1929 році клуб під керівництвом тренера Бели Ревеса здобув чемпіонський титул. В переможному сезоні Фехер відіграв лише 2 матчі, програвши конкуренцію Ерне Немету і Йожефу Уйварі. 
В 1928 році  зіграв 1 матч у Кубку Мітропи, престижному міжнародну турнірі для найсильніших команд центральної Європи. В 1/4 фіналу «Хунгарія» зустрічалась з віденським «Рапідом». Фехер пропустив у цьому матчі 6 м'ячів (поступились 4:6) і на матч-відповіді його не поставили. 
В 1929 – 1931 роках грав у команді Керюлеті, де був гравцем основного складу.  В 1930 році зайняв з командою високе 4 місце, а в 1931 році завоював історичну перемогу в Кубку Угорщини, хоча у фінальному матчі не зіграв. 
Два сезони провів у команді «Бочкаї». 

## Виступи за збірну
15 червня 1922 року дебютував в офіційних матчах у складі національної збірної Угорщини в грі проти Швейцарії (1:1). До кінця року викликався регулярно, а в 1923 і 1924 роках зіграв по одному матчеві. Ще два поєдинки у збірній на його рахунку є в 1930 році, коли виступав у клубі Керюлеті. 

## Досягнення
- Чемпіон Угорщини: 1928–29
- Срібний призер Чемпіонату Угорщини: 1927–28
- Володар Кубка Угорщини: 1931

## Статистика виступів за збірну
| Дата       | Місто     | Господарі | Результат | Гості          | Турнір           | Голи | Примітки |
| ---------- | --------- | --------- | --------- | -------------- | ---------------- | ---- | -------- |
| 15/06/1922 | Будапешт  | Угорщина  | 1 – 1     | Швейцарія      | товариський матч | -    |          |
| 02/07/1922 | Бохум     | Німеччина | 0 – 0     | Угорщина       | товариський матч | -    |          |
| 09/07/1922 | Стокгольм | Швеція    | 1 – 1     | Угорщина       | товариський матч | -    |          |
| 13/07/1922 | Гельсінкі | Фінляндія | 1 – 5     | Угорщина       | товариський матч | -    |          |
| 26/11/1922 | Будапешт  | Угорщина  | 1 – 2     | Австрія        | товариський матч | -    |          |
| 28/10/1923 | Будапешт  | Угорщина  | 2 – 1     | Швеція         | товариський матч | -    |          |
| 04/05/1924 | Будапешт  | Угорщина  | 2 – 2     | Австрія        | товариський матч | -    |          |
| 01/06/1930 | Будапешт  | Угорщина  | 2 – 1     | Австрія        | товариський матч | -    |          |
| 26/10/1930 | Будапешт  | Угорщина  | 1 – 1     | Чехословаччина | товариський матч | -    |          |
| Усього     |           | Матчів    | 9         |                | Голів            | -10  |          |